# Frederikshavn Posthus
Samtidig med Frederikshavn Station blev Frederikshavn Posthus indviet den 15. august 1871. Bygningen er tegnet af N.P.C. Holsøe.
I 1964 blev der bygget et nyt posthus i Skippergade 27. Posthusbygningen er bygget i røde teglsten.
Den 18. april 2012 lukkede postekspeditionen i Frederikshavn Posthus i Skippergade 27, Frederikshavn. 2 af de 4 medarbejdere fulgte med til en nyindrettet postbutik i SuperBrugsen, Søndergade 14, 9900 Frederikshavn. Det skyldtes flere års fald i posthusets omsætning.
Den 6. april 2013 var SuperBrugsen omdannet til en Fakta med egen postbutik. Postbutikken blev nedlagt i 2017; og den 5. januar 2018 genopstod postekspeditionen som en del af kiosken i Føtex, Rådhus Allé 83, 9900 Frederikshavn.

## Historie
Den 9. september 2013 lukkede Sæby Posthus og de ansatte blev derefter flyttet til henholdsvis Frederikshavn og Brønderslev Posthuse.
Den 9. januar 2012 lukkede Sindal Posthus og de 11 ansatte blev derefter flyttet til Frederikshavn Posthus. 
Med lukningen af Frederikshavn Posthus blev det til PostNord Distributionscenter Frederikshavn, hvorfra al postomdeling til 9900 Frederikshavn, 9300 Sæby, 9352 Dybvad og 9870 Sindal udgår.